# Греки (фінанси)
У фінансовій математиці, греки — це величини, що відображають чутливість ціни похідних цінних паперів, таких як опціони до зміни основних параметрів контракту, від яких залежить вартість інструменту або портфеля фінансових інструментів. Ім'я використовується тому, що найпоширеніші з цих величин позначаються грецькими буквами (як і деякі інші фінансові показники). Всіх разом ці величини також називають чутливості ризику, міри ризику:742 або параметри хеджування.

## Використання
Греки є життєво важливими інструментами в управлінні ризиками. Кожен грек показує чутливість вартості портфеля до невеликої зміни даного базового параметра, таким чином компоненти ризику можна розглянути окремо, і  збалансувати портфель для досягнення відповідного бажаного рівня ризику; наприклад, дельта-хеджування.
Найбільш поширеним з греків є похідні першого порядку: Дельта, Вега, Тета і Ро, а також Гамма, похідна другого порядку функції вартості. 
Дельта (Δ) вимірює швидкість зміни вартості теоретичного опціону (чи іншого деривативу) при зміні ціни базового активу. Дельта є першою похідною  вартості опціону {\displaystyle V} за ціною базового інструменту {\displaystyle S}. Для опціону, дельта знаходиться в діапазоні (0; 1) для позицій long call та short put і  знаходиться в діапазоні (-1; 0) для позицій short call та long put. 
Вега ({\displaystyle \nu }) вимірює чутливість вартості опціону до волатильності базового активу. Вега є першою похідною від вартості опціону за волатильністю базового активу {\displaystyle \sigma }. Ця чутливість позначається грецькою літерою {\displaystyle \nu } (ню), але загальноприйнятою є назва „вега“ (немає грецької літери з назвою вега). Вега майже завжди додатня для операцій long (купівля опціону) і від'ємна для операцій put (продаж опціону). 
Тета ({\displaystyle \Theta }) вимірює чутливість вартості опціону до плину часу. Знак мінус у формулі пояснюється тим, що з плином часу {\displaystyle t} час {\displaystyle \tau }, що залишається до моменту виконання опціону {\displaystyle T} зменшується. Математичний результат формули для тета виражається у чутливості на рік. Зазвичай результат ділять на кількість днів у році, щоб отримати чутливість за один день. Тета майже завжди від'ємна для операцій long (купівля опціону) і додатня для операцій put (продаж опціону). 
Ро ({\displaystyle \rho }) вимірює чутливість вартості опціону до процентної ставки, Ро є першою похідною за безризиковою процентною ставкою. За винятком екстремальних умов, вартість опціону є менш чутливою до змін в безризиковій процентній ставці, ніж до змін інших параметрів. Тому, Ро є найменш вживаним з греків першого порядку. 
Гамма ({\displaystyle \Gamma }) вимірює швидкість зміни Дельти при зміні ціни базового активу. Гамма є другою похідною вартості опціону за ціною базового активу.

## Формули греків для європейських опціонів
Для заданих параметрів: Зацінка акції {\displaystyle S\,}, Ціна виконання {\displaystyle K\,}, безризикова ставка, {\displaystyle r\,}, Річна дивідендна прибутковість{\displaystyle q\,}, Час зрілості {\displaystyle \tau =T-t\,}, і волатильність {\displaystyle \sigma \,}...
|            | Опціон покупця | Опціон продавця |
| вартість   | {\displaystyle Se^{-q\tau }\Phi (d_{1})-e^{-r\tau }K\Phi (d_{2})\,} | {\displaystyle e^{-r\tau }K\Phi (-d_{2})-Se^{-q\tau }\Phi (-d_{1})\,} |
| delta      | {\displaystyle e^{-q\tau }\Phi (d_{1})\,} | {\displaystyle -e^{-q\tau }\Phi (-d_{1})\,} |
| vega       | {\displaystyle Se^{-q\tau }\phi (d_{1}){\sqrt {\tau }}=Ke^{-r\tau }\phi (d_{2}){\sqrt {\tau }}\,} | {\displaystyle Se^{-q\tau }\phi (d_{1}){\sqrt {\tau }}=Ke^{-r\tau }\phi (d_{2}){\sqrt {\tau }}\,} |
| theta      | {\displaystyle -e^{-q\tau }{\frac {S\phi (d_{1})\sigma }{2{\sqrt {\tau }}}}-rKe^{-r\tau }\Phi (d_{2})+qSe^{-q\tau }\Phi (d_{1})\,}                                                                                  | {\displaystyle -e^{-q\tau }{\frac {S\phi (d_{1})\sigma }{2{\sqrt {\tau }}}}+rKe^{-r\tau }\Phi (-d_{2})-qSe^{-q\tau }\Phi (-d_{1})\,}                                                                                |
| rho        | {\displaystyle K\tau e^{-r\tau }\Phi (d_{2})\,} | {\displaystyle -K\tau e^{-r\tau }\Phi (-d_{2})\,} |
| gamma      | {\displaystyle e^{-q\tau }{\frac {\phi (d_{1})}{S\sigma {\sqrt {\tau }}}}\,} | {\displaystyle e^{-q\tau }{\frac {\phi (d_{1})}{S\sigma {\sqrt {\tau }}}}\,} |
| vanna      | {\displaystyle -e^{-q\tau }\phi (d_{1}){\frac {d_{2}}{\sigma }}\,={\frac {\nu }{S}}\left[1-{\frac {d_{1}}{\sigma {\sqrt {\tau }}}}\right]\,}                                                                        | {\displaystyle -e^{-q\tau }\phi (d_{1}){\frac {d_{2}}{\sigma }}\,={\frac {\nu }{S}}\left[1-{\frac {d_{1}}{\sigma {\sqrt {\tau }}}}\right]\,}                                                                        |
| charm      | {\displaystyle qe^{-q\tau }\Phi (d_{1})-e^{-q\tau }\phi (d_{1}){\frac {2(r-q)\tau -d_{2}\sigma {\sqrt {\tau }}}{2\tau \sigma {\sqrt {\tau }}}}\,}                                                                   | {\displaystyle -qe^{-q\tau }\Phi (-d_{1})-e^{-q\tau }\phi (d_{1}){\frac {2(r-q)\tau -d_{2}\sigma {\sqrt {\tau }}}{2\tau \sigma {\sqrt {\tau }}}}\,}                                                                 |
| speed      | {\displaystyle -e^{-q\tau }{\frac {\phi (d_{1})}{S^{2}\sigma {\sqrt {\tau }}}}\left({\frac {d_{1}}{\sigma {\sqrt {\tau }}}}+1\right)=-{\frac {\Gamma }{S}}\left({\frac {d_{1}}{\sigma {\sqrt {\tau }}}}+1\right)\,} | {\displaystyle -e^{-q\tau }{\frac {\phi (d_{1})}{S^{2}\sigma {\sqrt {\tau }}}}\left({\frac {d_{1}}{\sigma {\sqrt {\tau }}}}+1\right)=-{\frac {\Gamma }{S}}\left({\frac {d_{1}}{\sigma {\sqrt {\tau }}}}+1\right)\,} |
| zomma      | {\displaystyle e^{-q\tau }{\frac {\phi (d_{1})\left(d_{1}d_{2}-1\right)}{S\sigma ^{2}{\sqrt {\tau }}}}=\Gamma \cdot \left({\frac {d_{1}d_{2}-1}{\sigma }}\right)\,}                                                 | {\displaystyle e^{-q\tau }{\frac {\phi (d_{1})\left(d_{1}d_{2}-1\right)}{S\sigma ^{2}{\sqrt {\tau }}}}=\Gamma \cdot \left({\frac {d_{1}d_{2}-1}{\sigma }}\right)\,}                                                 |
| color      | {\displaystyle -e^{-q\tau }{\frac {\phi (d_{1})}{2S\tau \sigma {\sqrt {\tau }}}}\left[2q\tau +1+{\frac {2(r-q)\tau -d_{2}\sigma {\sqrt {\tau }}}{\sigma {\sqrt {\tau }}}}d_{1}\right]\,}                            | {\displaystyle -e^{-q\tau }{\frac {\phi (d_{1})}{2S\tau \sigma {\sqrt {\tau }}}}\left[2q\tau +1+{\frac {2(r-q)\tau -d_{2}\sigma {\sqrt {\tau }}}{\sigma {\sqrt {\tau }}}}d_{1}\right]\,}                            |
| veta       | {\displaystyle Se^{-q\tau }\phi (d_{1}){\sqrt {\tau }}\left[q+{\frac {\left(r-q\right)d_{1}}{\sigma {\sqrt {\tau }}}}-{\frac {1+d_{1}d_{2}}{2\tau }}\right]\,}                                                      | {\displaystyle Se^{-q\tau }\phi (d_{1}){\sqrt {\tau }}\left[q+{\frac {\left(r-q\right)d_{1}}{\sigma {\sqrt {\tau }}}}-{\frac {1+d_{1}d_{2}}{2\tau }}\right]\,}                                                      |
| vomma      | {\displaystyle Se^{-q\tau }\phi (d_{1}){\sqrt {\tau }}{\frac {d_{1}d_{2}}{\sigma }}=\nu {\frac {d_{1}d_{2}}{\sigma }}\,}                                                                                            | {\displaystyle Se^{-q\tau }\phi (d_{1}){\sqrt {\tau }}{\frac {d_{1}d_{2}}{\sigma }}=\nu {\frac {d_{1}d_{2}}{\sigma }}\,}                                                                                            |
| Ultima     | {\displaystyle {\frac {-\nu }{\sigma ^{2}}}\left[d_{1}d_{2}(1-d_{1}d_{2})+d_{1}^{2}+d_{2}^{2}\right]} | {\displaystyle {\frac {-\nu }{\sigma ^{2}}}\left[d_{1}d_{2}(1-d_{1}d_{2})+d_{1}^{2}+d_{2}^{2}\right]} |
| dual delta | {\displaystyle -e^{-r\tau }\Phi (d_{2})\,} | {\displaystyle e^{-r\tau }\Phi (-d_{2})\,} |
| dual gamma | {\displaystyle e^{-r\tau }{\frac {\phi (d_{2})}{K\sigma {\sqrt {\tau }}}}\,} | {\displaystyle e^{-r\tau }{\frac {\phi (d_{2})}{K\sigma {\sqrt {\tau }}}}\,} |
| ---------- | --- | --- |

де
{\displaystyle d_{1}={\frac {\ln(S/K)+(r-q+\sigma ^{2}/2)\tau }{\sigma {\sqrt {\tau }}}}}
{\displaystyle d_{2}={\frac {\ln(S/K)+(r-q-\sigma ^{2}/2)\tau }{\sigma {\sqrt {\tau }}}}=d_{1}-\sigma {\sqrt {\tau }}}
{\displaystyle \phi (x)={\frac {e^{-{\frac {x^{2}}{2}}}}{\sqrt {2\pi }}}}
{\displaystyle \Phi (x)={\frac {1}{\sqrt {2\pi }}}\int _{-\infty }^{x}e^{-{\frac {y^{2}}{2}}}\,dy=1-{\frac {1}{\sqrt {2\pi }}}\int _{x}^{\infty }e^{-{\frac {y^{2}}{2}}}\,dy}

## Коефіцієнт «дельта»
Це міра чутливості ціни опціону до елементарної зміни (unit change) ціни базового інструмента. Іншими словами, коефіцієнт «дельта» характеризує сприйнятливість до руху ціни базового інструменту. Дельта може приймати значення від -1 до +1, і її взаємозв'язок із ціною виконання зображена в таблиці[джерело?].
| Опціон                      | Глибоке OTM (Out of the money option) | ATM (At the money option) | Глибоке ITM (In the money option) |
| --------------------------- | ------------------------------------- | ------------------------- | --------------------------------- |
| Довгий «кол»/короткий «пут» | 0                                     | +0,50                     | +1,0                              |
| Короткий «кол»/довгий «пут» | 0                                     | -0,50                     | -1,0                              |

У випадку опціонів без виграшу «дельта», що дорівнює ±0,5, означає 50-відсоткову ймовірність того, що ціна базового інструменту може піти вверх або ж вниз відносно ціни виконання.
Опціон зі значним програшем характеризується низьким або нульовим коефіцієнтом «дельта», оскільки зміни ціни базового інструменту і незначній мірі відображаються на премії або зовсім не впливають на неї. За цієї ситуації для гравця на ринку ризик, пов'язаний із базовим ризиком, є несуттєвим.
Опціон зі значним виграшем характеризується високим або близьким до ±1 коефіцієнтом «дельта», оскільки будь-яка зміна ціни базового інструменту викликає практично таку ж зміну премії. За такої ситуації ринковий ризик по опціону ідентичний ринковому ризику еквівалентної позиції по базовому інструменту. Коефіцієнт «дельта» інакше можна розглядати як міру ймовірності того, що опціон в підсумку виявиться з виграшем.
Ймовірність виконання опціону з дельтою, близькою до ±1, дуже висока, тому що він має значний виграш. Опціони з дельтою, близькою до нуля, частіше всього не виконуються.

### Дельта-хеджування
Існує два способи розрахунку хедж-позиції на основі значення коефіцієнта «дельта». На практиці дельту використовують для перерахунку опціонної позиції в еквівалентну ф'ючерсну позицію (оскільки маркет-мейкери часто використовують ф'ючерси для хеджування своїх ризиків по опціонам).
Рівняння для розрахунку необхідної ф'ючерсної позиції:
Число стандартних опціонних контрактів*Дельта=Еквівалентні стандартні ф'ючерси за поточної ринкової ціни

### Нейтральне хеджування
Нейтральний опціонний хедж має досить велике значення в управлінні ризиками, пов'язаними з опціонами. Це просто відношення опціонних і ф'ючерсних контрактів, яке дає змогу отримати нейтральну позицію. Цього разу дельта має наступне значення:
Дельта = Коефіцієнт для визначення числа контрактів на базовий інструмент, які держатель опціона «кол»/«пут» повинен продати/купити або якими він повинен володіти, щоб отримати нейтральний опціонний хедж.